# St. Pauli (Lemgo)

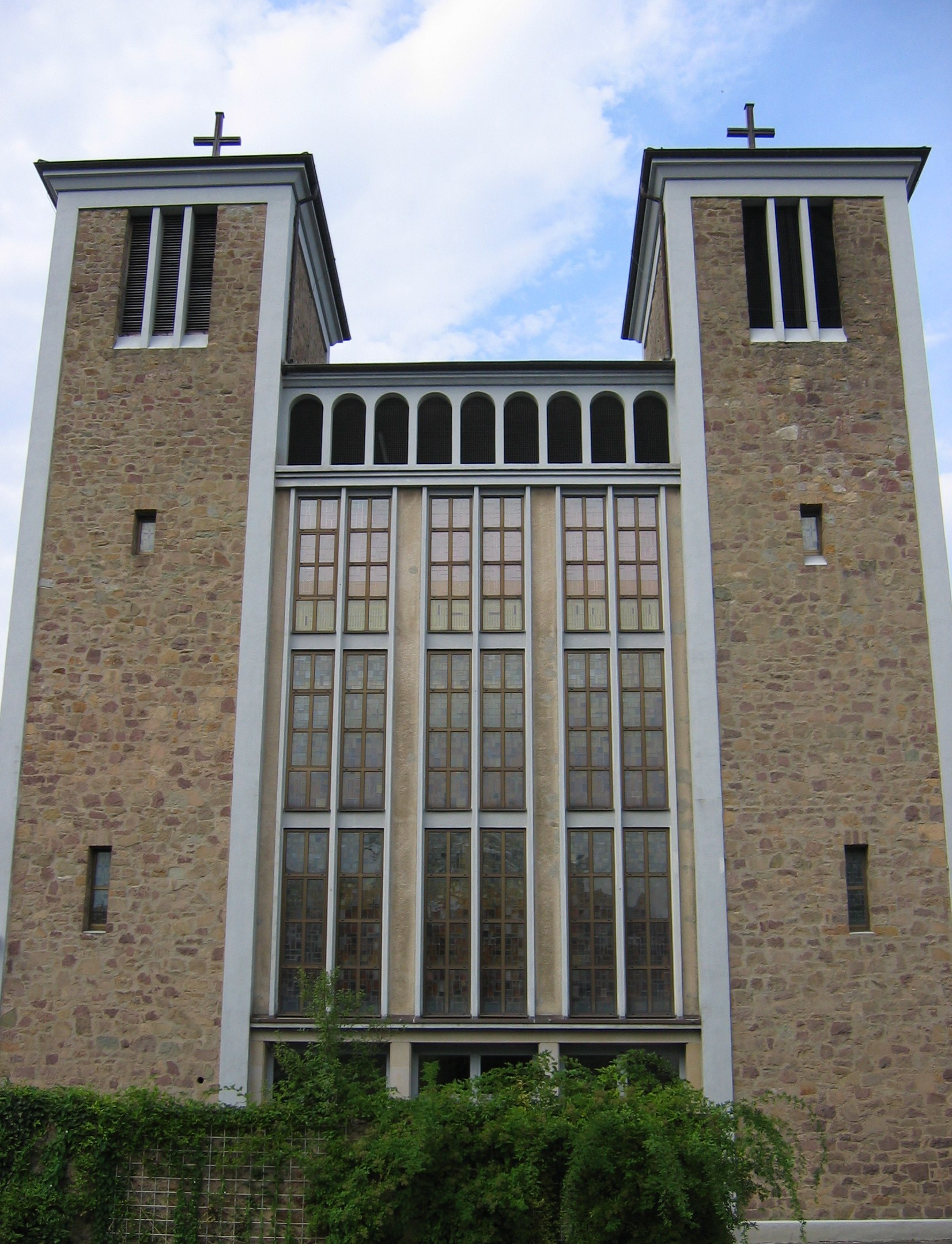
St. Pauli in Lemgo

St. Pauli ist eine evangelisch-reformierte Pfarrkirche in Lemgo. Das Kirchengebäude an der Echternstraße wurde 1851/1852 errichtet, bekam aber erst 1954 seine markante Doppelturmfront.

## Geschichte
Die Neue Evangelische Gemeinde wurde am 9. März 1849 im Rahmen der Erweckungsbewegung gegründet. Im gleichen Jahr stellte die Dechantin des damaligen Marienstifts dessen großen Schafstall der werdenden Gemeinde zur Feier ihrer Gottesdienste zur Verfügung. Das Bestreben nach einer eigenen Kirche führte zum Bau einer Notkirche in Holzbauweise an der Schuhstraße nahe dem Freien Hof, die am 1. November 1849 durch den Bremer Pfarrer Mallet eingeweiht werden konnte. Die Gemeinde erwarb dann ein Hofgelände nahe dem Ostertor, auf dem ein dauerhafter, massiver Kirchbau entstand, die heutige St.-Pauli-Kirche. Am 1. August 1852 feierte die Gemeinde ihren ersten Gottesdienst in der neuen Kirche.
Die Neue Evangelische Gemeinde war lutherischen Bekenntnisses. Nach Weggang des ersten Predigers (Emil Stefann) und der Berufung erweckter Prediger in St. Marien, St. Nicolai und St. Johann wurde die Neue Evangelische Gemeinde 1858 wieder aufgelöst. Die Mitglieder wurden aufgefordert, in ihre Ursprungsgemeinden St. Marien, St. Nicolai und St. Johann zurückzukehren. Nur den nördlich von Lemgo angesiedelten Gemeindemitgliedern wurde gestattet, auf dem Eikhof eine eigene Gemeinde zu bilden (heute: Bergkirchen). Ab 1858 nutzte zunächst die evangelisch-lutherische Gemeinde St. Marien das leerstehende Kirchgebäude, während die St.-Marien-Kirche renoviert wurde.
Es folgte eine Zeit des Leerstands, bis die Kirche als Gottesdienstraum der 2. Pfarrstelle der reformierten St.-Johann-Gemeinde genutzt wurde. 1909 wurde dieser 2. Bezirk als St.-Pauli-Gemeinde selbständig.
Am 28. November 1954 wurde die markante Doppelturmfront eingeweiht, die der Architekt Fromme entworfen hatte.
Die Auferstehungskirche Lemgo-Lüerdissen und ihre Gemeinde kamen 1965/1966 zur Kirchgemeinde St. Pauli.
Die Gemeinde St. Pauli ist bis heute dadurch geprägt, dass sich eine missionarische Ausrichtung mit diakonischem und gesellschaftlichem Engagement verbindet.

## Glocken
Mit dem Bau der Doppelturmfront wurden zwei vom Bochumer Verein aus Gussstahl gegossene Glocken eingeweiht und im Westturm aufgehängt. Für den östlichen Turm waren ebenfalls zwei Glocken in den Schlagtönen es1 und as1 geplant; das Vorhaben scheiterte aus finanziellen Gründen. Jeden Samstag um 18 Uhr wird – wie in allen evangelischen Innenstadtkirchen Lemgos – für 10 Minuten der Sonntag eingeläutet. Am Sonntag gibt um 9 Uhr die große Glocke ein Vorläuten, um 9:50 Uhr läuten wieder beide Glocken zum Gottesdienst. Bei Amtshandlungen erklingen ebenfalls beide Glocken.
| Nr. | Schlagton | Gussjahr | Gießer          | Durchmesser (mm) | Masse (kg) | Inschrift                              |
| 1   | c1        | 1954     | Bochumer Verein | 1690             | 1810       | SEI STILLE DEM HERRN UND WARTE AUF IHN |
| 2   | f1        | 1954     | Bochumer Verein | 1260             | 780        | GELOBET SEI DER HERR TÄGLICH!          |